# 이상열 (방송인)
이상열(李相悅, 1944년 4월 1일 ~ )은 대한민국의 언론인이다.

## 생애
전라북도 고창군 출신으로 연세대학교 정치외교학과를 거쳐 연대 언론홍보대학원을 나온 그는 1968년 문화방송에 공채 기자로 입사하여 사회부.외신부 기자로 활동하는 것을 시작으로 1983년 문화방송 홍콩 특파원, 1989년 ~ 1992년까지는 MBC 뉴스데스크, MBC 뉴스센터를 진행을 역임하는 등 오랜 기간 동안 방송 기자로 활동했다. 1992년에는 보도국장, 통일문제연구소장, 1994년북경지사장, 1997년부터 1999년까지에는 MBC 보도이사 등을 역임했다. 2001년부터 2009년까지 세종대 신문방송학과 석좌교수를 역임했다. 한국언론인연합회 회장을 맡고 있다.

## 학력
- 연세대학교 정치외교학과
- 연세대학교 언론홍보대학원

## 기타 이외 경력
- 세종대학교 석좌교수 역임

## 주요 경력
- 한국언론인연합회 회장
- 한국방송기자클럽 부회장
- 한국신문방송편집인협회 부회장
- MBC 보도본부장

## 방송진행
- MBC 뉴스데스크 (1989.11.25 ~ 1992.5.16)
- MBC 뉴스센터 (1991.4.28 ~ 1992.5.17)